# Reserva indígena (Estados Unidos)

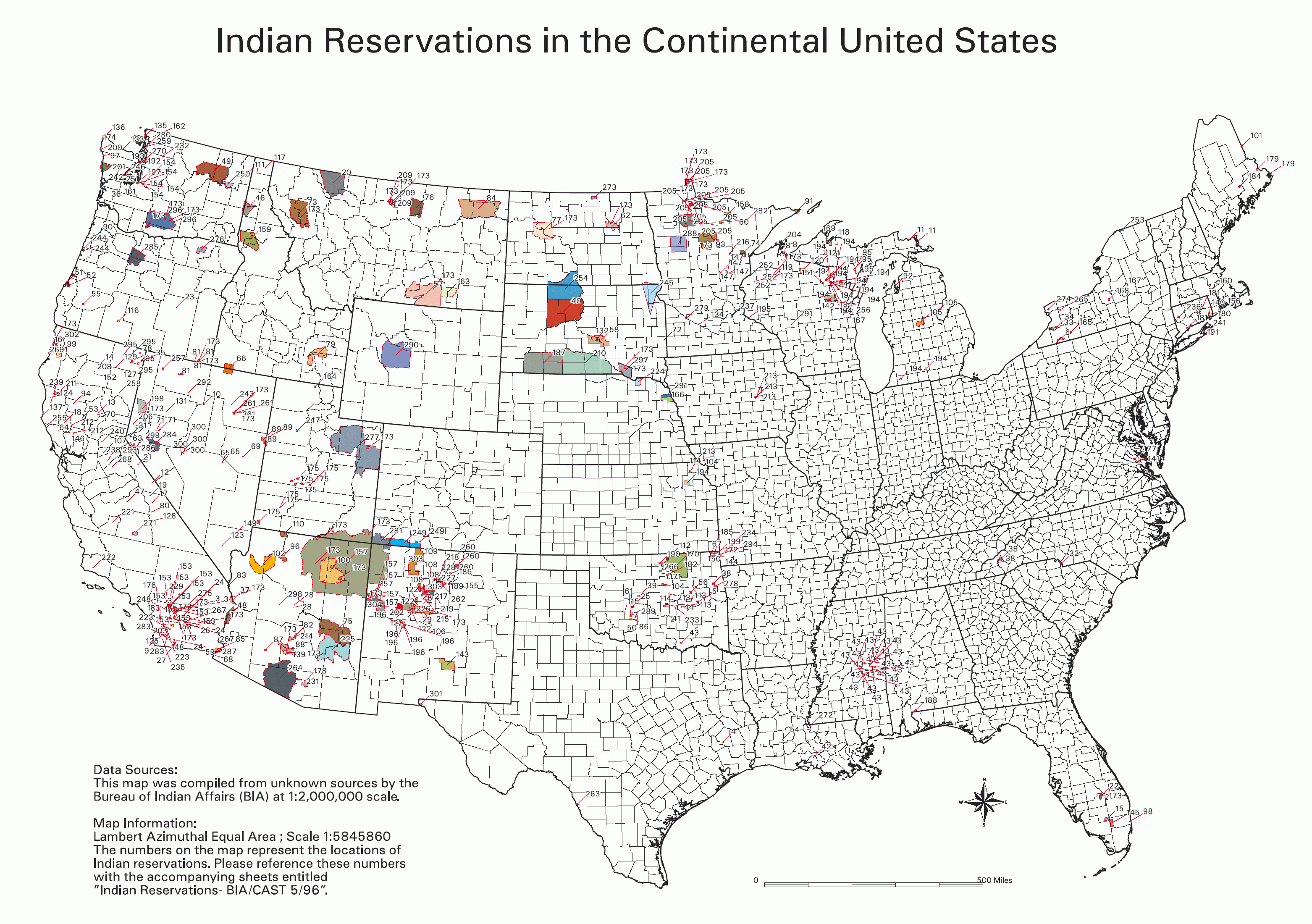
Mapa das reservas indígenas dos Estados Unidos.

Nos Estados Unidos, uma reserva indígena (Indian reservation, em inglês) é uma área terrestre administrada por comunidades indígenas reconhecidas pelo governo federal dos EUA, cujo governo é autônomo, sujeito a regulamentos aprovados pelo Congresso dos Estados Unidos e administrado pelo Bureau of Indian Affairs, do Departamento do Interior, e não aos governos estaduais dos EUA (responde somente ao governo federal).